# Luc Bérimont
Luc Bérimont (eigentlich: André Leclercq; * 16. September 1915 in Magnac-sur-Touvre; † 29. Dezember 1983 in Hermeray) war ein französischer Dichter, Schriftsteller und Hörfunkjournalist.

## Leben
André Leclercq, der als Autor unter dem Pseudonym Luc Bérimont zeichnete, besuchte das Gymnasium in Maubeuge und studierte Rechtswissenschaft an der Universität Lille. Dann wurde er Hörfunkjournalist. Unter dem Eindruck des Krieges schrieb er ab 1940 Gedichte. Er gehörte zur Dichtergruppe École de Rochefort (in Rochefort-sur-Loire) um René-Guy Cadou, Jean Bouhier, Jean Jégoudez und Marcel Béalu sowie zur Künstlervereinigung Origine. Für seine Dichtung erhielt er 1959 den Prix Guillaume Apollinaire und 1964 den Prix Max-Jacob.
Unter seinen Romanen wurde am bekanntesten Le Bois Castiau von 1963, Erzählung seiner Kindheit in Ferrière-la-Grande.
Luc Bérimont war der Vater des deutschen Journalisten Patrick Leclercq.

## Werke

### Poesie
- Poésies complètes. Hrsg. Jean-Yves Debreuille. 3 Bde. Presses universitaires d’Angers, Angers 2009. (1940–1958, 1958–1977, 1977–1983)
- Le sang des hommes. Poèmes, 1940–1983. Éditions Bruno Doucey, Paris 2015. (Vorwort von  Marie-Hélène Fraïssé; Nachwort von Jean-Pierre Siméon)

### Prosa
- Malisette, roman. R. Debresse, Paris 1942. (Collection Les Amis de Rochefort 4)
  - (deutsch) Malisette. Novelle. Port, Urach 1948.
- Les Loups de Malenfance. Roman. Julliard, Paris 1949. Gérard, Verviers 1962. Phébus, Paris 1987.
- L’Office des ténèbres, roman. B. Grasset, Paris 1955.
- Le Carré de la vitesse. A. Fayard, Paris 1958.
- Le Bois Castiau. Laffont, Paris 1963. Rombaldi, Paris 1975. Stock, Paris 1980. Le Castor astral, Bègles, und Les Venterniers, Saint-Omer 2015. (Vorwort von Philippe Delerm; Nachwort von Marie-Hélène Fraïssé) (Prix Cazes 1964)
- Le bruit des amours et des guerres. Roman. R. Laffont, Paris 1966.
- Les Ficelles. Les Éditeurs français réunis, Paris 1974.